# Amore nell'ebraismo
L'ebraismo offre una quantità di considerazioni circa l'amore per Dio e l'amore tra esseri umani. L'amore è un valore centrale nell'Etica ebraica e Teologia ebraica.

## Parole ebraiche
La parola ebraica basilare per "amore" – אהבה, ahavah – viene usata per descrivere sentimenti intimi o romantici o relazionali, come per esempio l'amore tra genitore e figlio in Genesi 22:2,25,28-37:3, l'amore tra amici intimi in 1 Samuele 18:2,20:17, o l'amore tra un giovane e una giovane nel Cantico dei cantici.
Un'altra parola usata spesso per indicare amore – חסד, chesed – è di solito tradotta come "gentilezza amorevole" o "misericordia/carità". Comprende aspetti di affetto, bontà e compassione. Daniel Elazar ha notato che "Chesed" non può essere facilmente tradotto in inglese (o italiano), ma che vuol dire qualcosa come "obbligo di patto d'amore", un tipo di amore che va al di là della preoccupazione di rispettare e seguire leggi o contratti.

## Amore tra gli esseri umani
Uno dei comandamenti principali dell'Ebraismo è "Ama il prossimo tuo come te stesso" (Levitico 19:18), a volte chiamato il Grande Comandamento. Questo comandamento sta nel cuore del libro centrale della Torah.  I saggi talmudisti Hillel e Rabbi Akiva indicarono che questo è il comandamento fondamentale della Torah.
Questo comandamento di'amore, con la frase precedente "Non ti vendicherai e non serberai rancore contro i figli del tuo popolo", potrebbe originariamente essersi riferita, e da alcuni studiosi (cfr. Stade, "Gesch. des Volkes Israel," i. 510a) è stata riferita, esclusivamente agli israeliti vicini e confinanti; ma nel versetto 34 dello stesso capitolo viene esteso a "il forestiero dimorante fra di voi ... tu l'amerai come tu stesso." In Giobbe 31:13-15 si dichiara ingiusto dar torto al servo nella sua causa: "Chi ha fatto me nel seno materno, non ha fatto anche lui? Non fu lo stesso a formarci nel seno?"
L'amore romantico è incluso nel comando di amare il prossimo, ma l'amore romantico di per sé non è un tema centrale nella letteratura ebraica classica. Alcune autorità rabbiniche medievali come Yehuda Ha-Levi, hanno scritto poesie romantiche in arabo, anche se alcuni dicono che Halevi si pentì della sua poesia romantica, che aveva scritto nei suoi anni più giovani.

### Letteratura rabbinica classica
Commentando sul precetto di amare il proprio prossimo (Lev. loc. cit.) esiste una discussione (narrata su Sifra, Ḳedoshim, iv.; cfr. Gen. R. xxiv. 5) tra Rabbi Akiva, che dichiarava che il suddetto versetto di Levitico conteneva il grande principio della Legge ("Kelal gadol ba-Torah"), e Simeon ben Azzai, che citava Genesi 5:1 ("Questo è il libro della genealogia di Adamo. Quando Dio creò l'uomo, lo fece a somiglianza di Dio"), come versetto che esprimeva il principio capitale della Legge, ovviamente perché il primo versetto riporta il termine "prossimo" nel suo significato inequivocabile comprendente tutti gli esseri umani come figli di Adamo, fatto a immagine di Dio. Tanḥuma, in Genesi Rabbah loc. cit., lo spiega così: "Se tu disprezzi ogni uomo, tu disprezzi Dio che ha fatto l'uomo a Sua immagine."
Hillel interpretò il comando biblico in questo senso universale quando rispose al pagano che gli richiedeva di esplicare la Legge stando davanti a lui su un piede solo: "Ciò che ti è odioso, tu non lo farai al tuo prossimo. Questa è l'unica Legge, il resto è solo commentario" (Shab. 31a)

#### Altro
La forma negativa della Regola d'oro è stata l'interpretazione di Levitico 19:18 accettata dal Targum, nota anche all'autore di Tobit 4:15 e a Filone, nel frammento conservato da Eusebio, Preparatio Evangelica 7:7:; alla Didaché, 1:1; a Didascalia apostolorum, 1:1, 3:15; a Omelie Clementine 2:6; e ad altre opere patristiche antiche. Che questa cosiddetta regola d'oro, citata anche in Giacome 2:8, fosse riconosciuta daglie ebrei al tempo di Gesù, si può dedurre da Marco 12:28-34; Luca 10:25-28; Matteo 7:12,19:19,22:34-40; Romani 13:9; e Galati 5:14, dove lo scriba fariseo chiede a Gesù, con le stesse parole usate da Rabbi Akiva, "Qual è il primo di tutti i comandamenti?" e la risposta data da Gesù afferma che il primo e più grande comandamento è di amare Dio, e il secondo l'amore "per il tuo prossimo come te stesso". Per includere tutti gli esseri umani, Hillel usa il termine beriot ("creature" [cfr. κτίσις]; Marco 16:15; Romani 8:19) quando vuole inculcare l'insegnamento dell'amore: "Ama le creature tue simili" (Abot i. 12). Odio per le creature simili ("sinat ha-beriyot") viene similmente dichiarato da R. Joshua ben Hananiah essere una delle tre cose che emarginano l'uomo dal mondo (Abot ii. 11; cfr. 1 Giovanni 3:1).

### Esegesi ebraica e dilemmi
Il Talmud insiste, con riferimento a Levitico 19:18, che anche il criminale al momento dell'esecuzione dovrebbe essere trattato con amore (Sanh. 45 bis). Come dimostra Solomon Schechter in "J. D. R." x. 11, l'espressione "Voi avete udito ..." è una traduzione inesatta della formula rabbinica, che è soltanto un'interrogazione logica formale che introduce il contrario come unica risposta corretta: "Voi potreste dedurre da questo versetto che devi amare il tuo prossimo e odiare il tuo nemico, ma io vi dico che l'unica interpretazione corretta è, Ama tutti, anche i tuoi nemici".
Nel Midrash Tanna debe Eliyahu R. 15. si afferma: "Benedetto sia il Signore, ch'è imparziale con tutti. Egli dice: 'Non froderai il tuo prossimo. Il tuo prossimo è come tuo fratello, e tuo fratello è come il tuo prossimo.'" Similmente in 28: "Amerai il Signore tuo Dio"; cioè, farai amare il nome di Dio alle creature comportandoti rettamente nei confronti dei Gentili come fai con gli ebrei (cfr. Sifre, Deut. 32).

### Ḥayyim Vital
Il cabalista Hayim Vital (Safed, 1542 – Damasco, 1620), nel suo "Sha'are Qedushah," 1:5 insegna che la legge dell'amore del prossimo comprende il non-israelita e l'israelita. Una visione simile è stata insegnata da Aaron ben Abraham ibn Ḥayyim del XVI secolo, nel suo commentario al Sifre e da Mosè Ḥagis del XVIII secolo, nella sua opera sul 613 comandamenti, commentando il Deuteronomio 23:7.

### Ebraismo riformato
Il sinodo di Lipsia nel 1869, e l'Unione tedesco-israelita delle Congregazioni nel 1885, si basavano sull'antica tradizione storica quando affermarono che "'Ama il prossimo tuo come te stesso' è un comando onnicomprensivo di amore, ed è un principio fondamentale della religione ebraica."

### Movimento Chassidico
Il Chassidismo afferma l'amore fraterno come uno dei sentimenti basilari del proprio credo:
il comando di amare il prossimo, secondo il Baal Shem Tov, non significa semplicemente essere gentili. Piuttosto uno deve sforzarsi costantemente di rigettare i propri tratti negativi e coltivare quelli positivi. Tale comando copre la vita intera. Altri aspetti dell'interpretazione del Baal Shem Tov incitano a cercare di rettificare permanentemente la negatività e non solo sopprimerla. L'adoperarsi per migliorare il proprio servizio divino è estremamente importante. Se Dio ci avesse voluti perfetti non ci avrebbe creato con difetti e conflitti interiori. Dio desidera e apprezza i nostri sforzi e le nostre battaglie spirituali, permeate di un amore continuo per Dio e per il prossimo.
Una delle maggiori opere chassidiche, il Tanya dello chassid Chabad Shneur Zalman (1745 – 1812), afferma quanto segue. È vero che quando uno considera l'esistenza fisica, il proprio "Io" e l'Altro sono due entità distinte. Tuttavia, nel reame della spiritualità in ultimo sono una sola essenza, poiché tutte le anime derivano dalla stessa Fonte, unite con Dio a quella Fonte. Quando consideriamo il nostro essere fisico come l'"Io" e l'anima come un semplice accessorio, allora siamo veramente differenti l'uno dall'altro. Se però consideriamo l'anima come "Io", e i nostri bisogni spirituali come di primaria importanza, allora le differenze tra di noi si dissipano e siamo capaci di amarci l'un l'altro proprio come amiamo noi stessi. Amare un'altra persona allo stesso modo come si ama se stessi implica riconoscere e coltivare le nostre radici spirituali, vedere e relazionarsi al nostro Io più profondo. E ciò è il principio basilare di ogni mitzvah.

### Movimento Musar
Uno dei capi del Movimento Musar, Rabbi Simcha Zissel Ziv, pone molta enfasi sull'amore. Un successivo leader Musar, il rabbino del XX secolo Eliyahu Eliezer Dessler, viene spesso citato quando definisce l'amore dal punto di vista ebraico come "dare senza aspettarsi di ricevere".

### Will Herberg
Il teologo ebraico del XX secolo Will Herberg (1901–1977) asseriva che la "giustizia" è al centro della nozione ebraica di amore e il cardine della Legge ebraica:

## Amore tra Dio e gli esseri umani

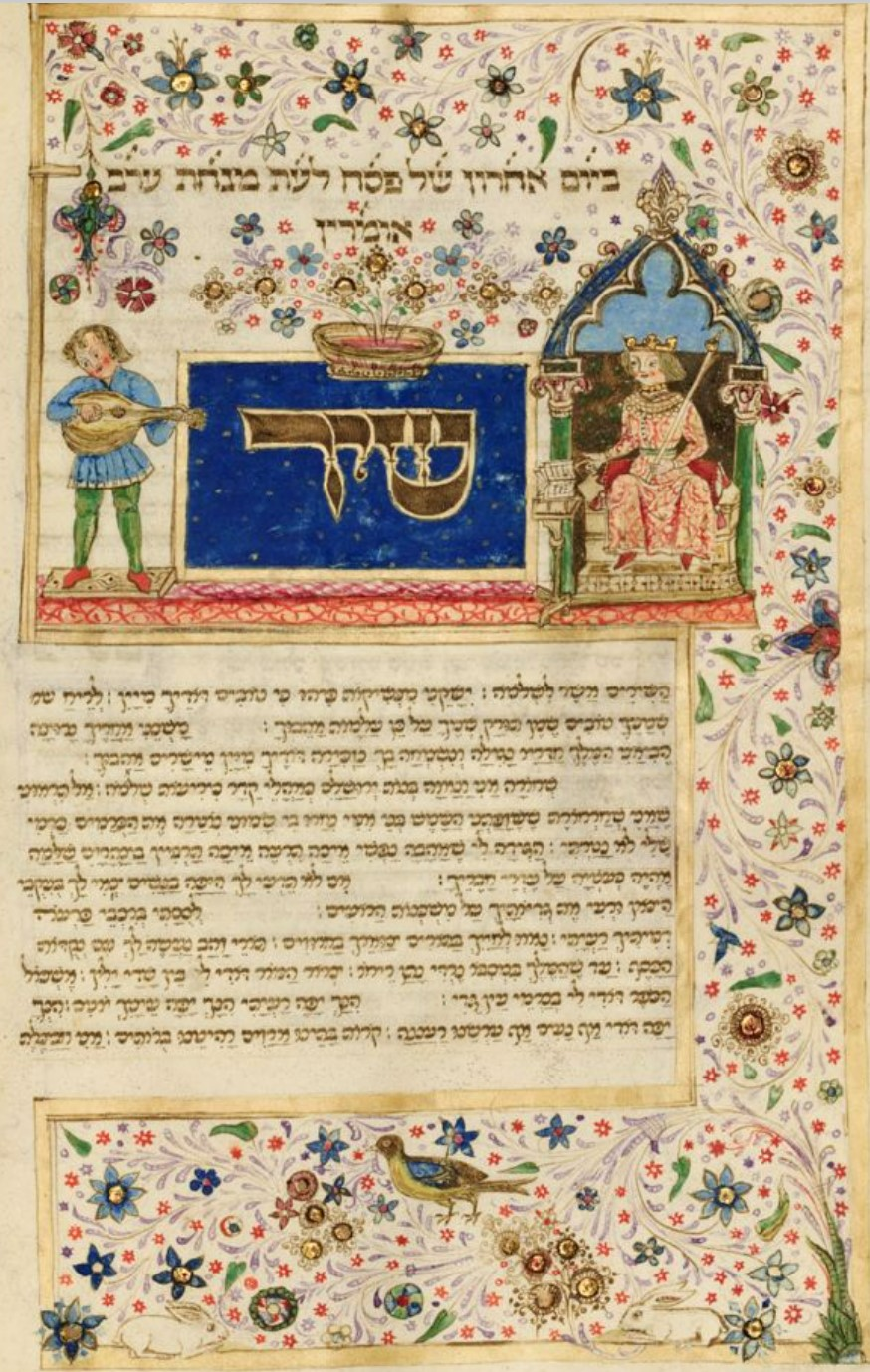
il Cantico dei Cantici, miniatura del primo versetto (manoscritto Rothschild Mahzor, Firenze 1492)

6:4-5 comanda: "Ascolta, Israele: il Signore è il nostro Dio, il Signore è uno solo. Tu amerai il Signore tuo Dio con tutto il cuore, con tutta l'anima e con tutte le forze." Questa è inoltre la Shema Israel, in ebraico שמע ישראל‎? ("Ascolta..."), preghiera essenziale della liturgia ebraica: la sua lettura (Qiriat Shema) avviene due volte al giorno, nella preghiera mattutina ed in quella serale.

### Letteratura rabbinica classica
(Talmud, Berakhot 64a)
Il comandamento di amare Dio in Deuteronomio 6 è ripreso dalla Mishnah (testo centrale della legge orale ebraica) per riferirsi a opere buone, la volontà di sacrificare la propria vita piuttosto che commettere certe trasgressioni gravi, la disponibilità a sacrificare tutti i propri averi e di essere grati al Signore nonostante le avversità.. La Letteratura rabbinica differisce su come può essere sviluppato questo amore.
L'amore di Dio significa circondarsi la vita con i Suoi comandamenti (Men. 43b) ed è condizionato dall'amore per la Torah (R. H. 4a). Si afferma che il Popolo d'Israele ami Dio, pronto a dare la stessa vita per il rispetto dei Suoi comandamenti (Mek., Yitro, 6, a Es. 20:6). In effetti, l'amore di Dio è la resa volontaria della propria vita e tutto ciò che si ha in onore di Dio (Sifre, Deuteronomio 32; Ber. 54a). È un servizio disinteressato verso Dio (Abot 1:3; 'Ab Zarah 19a). Esistono castighi d'amore per mettere alla prova la pietà dei giusti (Ber. 5a; cfr. Romani 5:3). È questo amore senza pari, che sfida la sofferenza e il martirio, a stabilire il rapporto tra Dio e Israele, cosicché "nessuno al mondo possa spegnere questo amore" (Cant. R. 8:7). A questo amore unico fa eco anche la liturgia (cfr. Ahabah Rabbah). Essere un vero "amante di Dio" significa "ricevere offesa e non risentirsi; ascoltare parole ingiuriose e non rispondere; agire solo per amore e gioire persino nelle tribolazioni come prova di puro amore".

### Bahya Ibn Pakuda
L'amore di Dio è accentuato come il massimo incentivo ad agire, affermato da Baḥya ibn Paḳuda, in "Ḥobot ha-Lebabot".

### Maimonide
Maimonide, nella sua Mishneh Torah, dedica l'intero capitolo decimo di Hilkot Teshubah, con riferimento ad Abot 1:3, all'amore per Dio come motivo che dà ad ogni azione umana il suo vero valore etico e religioso. Maimonide scrive che dovrebbe essere solo per amore di Dio, piuttosto che per la paura del castigo o la speranza di ricompensa, che gli ebrei rispettano la Legge: "Quando l'uomo ama Dio con il giusto amore, egli esegue automaticamente tutti i precetti dell'amore. Maimonide pensa che l'amore per Dio possa essere sviluppato contemplando le opere divine o apprezzando le meraviglie della natura.

### Naḥmanide
Nachmanide nel suo commentario a Dueteronomio 6:4 con riferimento a Sifre, loc. cit., dichiara che l'amore per Dio implica lo studio e l'osservanza della Legge senza riguardo a guadagno o aspettativa di ricompensa; condivide questo concetto anche Rabbi Baḥya ben Asher (c. 1340), nel suo Kad ha-Ḳemaḥ sotto "Ahabah".

### Eleazaro di Worms
R. Eleazaro di Worms, nella sua opera etica Roḳeaḥ, inizia con un capitolo sull'amore, facendo riferimento a Sifre, Deuteronomio 32,41,48; Ber. 54a; Yoma 86a; Ned. 62a; Soṭah 31a; Tanna debe Eliyahu xxvi.; Midr. Teh. a Salmi 13:2 ("'Ti amo, Signore', cioè 'Amo le Tue creature'"); e Midr. Tadshe xii., e affermando che colui che veramente ama Dio, subordina tutti gli altri desideri e si concentra sull'unico grande obiettivo della vita — la realizzazione gioiosa della Volontà Divina.

### Tradizione cabalistica
Il cabalista Eliyahu de Vidas (1518–1592) si sofferma ancora più estesamente, nella sua opera etica Reshit Ḥokmah (parte 2), sull'amore di Dio come il più alto scopo e motivo di vita. Egli cita anche lo Zohar (I:11b, II:114, 116a, III:68a, 264b, 267a, et al.), dove viene spesso affermato che l'amore puro è la soppressione di tutte le attenzioni per se stessi e, attraverso tale amore, avviene la vera unione dell'anima con Dio. I cabalisti affermano che tale unione si terrà nel celeste "palazzo dell'amore" (Zohar I:44b, II:97a).

### Crescas
Ancora maggiore importanza viene data all'amore quando è reso come principio cosmico nei sistemi filosofici di Hasdai Crescas (1340-1410) e, tramite suo, di Spinoza. Invece di rendere l'intelletto creativo l'essenza della Divinità, come ha fatto Maimonide e tutti gli aristotelici, Crescas, come Filone, fa dell'amore la qualità essenziale di Dio. L'amore è beatitudine divina, e quindi l'amore di Dio è la fonte della beatitudine eterna per l'uomo mortale.

### Judah Leon Abravanel
Ma, più che da Crescas, probabilmente fu da Judah Leon Abravanel che Spinoza prese in prestito l'idea di "amore intellettuale" come principio cosmico e che, seguendo la tendenza platonica e panteistica del periodo del Rinascimento italiano, rese (nel suoDialoghi di Amore), l'"Amore intellectivo" e l'"amore mentale" o "razionale", l'essenza di Dio e la forza centrale e il fine del mondo. "L'amore connette insieme tutte le cose del cosmo, ma mentre l'amore nel mondo naturale è sensuale ed egoista, l'amore divino è altruista ed esaltante. L'amore di Dio ha creato il mondo e porta alla perfezione di tutte le cose, soprattutto dell'uomo che, quando è buono, ama Dio ed è amato da Dio, e questo amore per Dio lo conduce alla beatitudine eterna, che è identica all'amore divino." Questo amore intellettuale è identico al biblico "a Lui servi, restagli fedele" – "lo servirete e gli resterete fedeli" – "ama[te] il Signore vostro Dio, camminando in tutte le sue vie e tenendovi uniti a lui" (Deuteronomio 10:20,11:22,13:5; Sifre, Deut. 49; Soṭah 14a) e genera la "imitatio Dei". È alta perfezione e suprema gioia. Il concetto d'amore di Abravanel quale essenzialità del mondo, sembra aver influito anche su Schiller nella sua opera Philosophische Briefe (1838, 10:289)

### Franz Rosenzweig
Il filosofo ebreo del XX secolo Franz Rosenzweig descrive l'amore divino come purificatore:
Non è Dio che la purifica [l'anima dell'amata, cioè Israele] dal suo peccato. Piuttosto, essa si purifica in presenza del Suo amore. È certa dell'amore di Dio nel momento stesso che la vergogna recede e l'anima si arrende in libero abbandono - nella certezza come se Dio le avesse parlato nell'orecchio "ti perdono", che desiderava sentire prima, quando Gli ha confessato i suoi peccati del passato. Non ha più bisogno di questa assoluzione formale. Si è liberata del suo carico nel momento stesso che ha osato assumerlo tutto sulle spalle. Così anche l'amata non ha più bisogno del riconoscimento che ella desiderava dall'amante prima di ammettere il suo amore. Nel momento stesso in cui ella stessa osa ammetterlo, è così certa che egli la ami come se l'amante le stesse sussurrando il suo riconoscimento nell'orecchio.
Rosenzweig descrive la Bibbia ebraica come una "grammatica dell'amore" in cui Dio può comunicare "Ti amo" solo richiedendo "Tu mi devi amare" e Israele può comunicare "Ti amo" solo confessando "Ho peccato".  Tuttavia questa confessione non porta Dio a offrire un'assoluzione non necessaria; esprime soltanto l'amore di Israele per Dio. "Qual è dunque la risposta di Dio a questo "Sono tua" col quale l'anima amata Lo riconosce" se non è un'"assoluzione"? La risposta di Rosenzweig è: rivelazione – "Egli non si può far conoscere all'anima prima che l'anima l'abbia riconosciuto. Ma ora [che L'ha riconosciuto, Dio] deve farlo. Poiché è primariamente con questo che la rivelazione raggiunge il suo completamento. Nella sua infondata astanza, la rivelazione deve ora fondarsi permanentemente." La rivelazione, esemplificata dal Sinai, è la risposta di Dio all'amore di Israele. Al contrario di Paolo, il quale sosteneva che "per mezzo della legge si ha solo la conoscenza del peccato", Rosenzweig asserisce che è a causa, e dopo, una confessione di peccato che Dio rivela ad Israele la conoscenza della legge.
Rosenzweig crede che per l'Ebraismo rabbinico il Cantico dei Cantici fornisce un paradigma per capire l'amore tra Dio e Israele, un amore che è "forte come la morte". L'amore di Dio è forte come la morte, perché è amore per il "Popolo Israele", ed è come un collettivo che Israele ricambia l'amore di Dio. Quindi, anche se si può morire, Dio e Israele, e l'amore tra di loro, continua a vivere. In altre parole, il Cantico dei Cantici è "il libro focale della rivelazione", dove la "grammatica dell'amore" viene espressa più chiaramente. Ma questo amore, che è forte come la morte stessa, in ultima analisi trascende se stesso, poiché  prende la forma della legge di Dio - dato che è la legge che lega Israele come popolo e attraverso l'osservanza della legge che ogni ebreo rivive il momento della rivelazione sul Monte Sinai. In definitiva, il Cantico dei Cantici indica nuovamente il comando di Levitico di amare il prossimo come se stessi, e il resto della Torah.
Attraverso la rivelazione dei comandamenti di Dio, secondo Rosenzweig, l'amore espresso nel Cantico dei Cantici diventa l'amore comandato dal Levitico. Proprio come l'amore per i Figli di Israele è uno dei modi in cui Dio è presente nel mondo, la risposta necessaria da parte degli ebrei – il modo di contracambiare l'amore divino – è quello di estendere il proprio amore verso gli altri esseri umani.

## Amore per la Terra d'Israele
(Pentateuco)

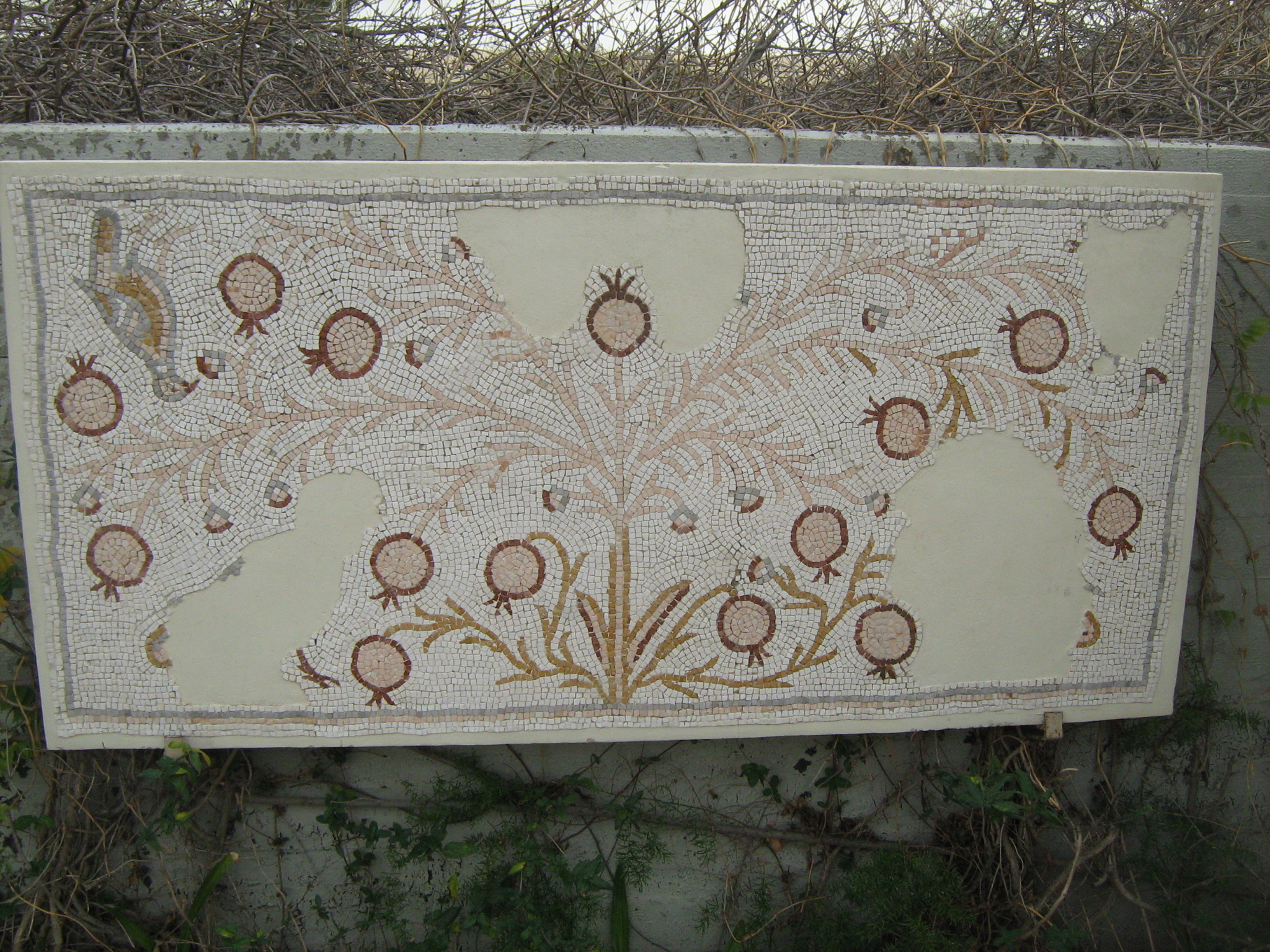
Mosaico dei melograni, Museo Terra di Israele, Tel Aviv

Eretz Israel (Terra d'Israele) fa parte dell'anima stessa del popolo ebraico; non si tratta solo di una rivendicazione di tipo nazionalista in funzione dell'unificazione di un popolo o per garantirne la sua sopravvivenza. Eretz Israel è l'essenza stessa della coscienza nazionale ebraica; è organicamente legato alle fonti profonde della vita di ogni ebreo. "La ragione umana, anche nelle sue vette speculative più alte, non riesce a rendersi conto della santità unica di Eretz Israel; non è in grado di comprendere la profondità del legame d'amore che unisce ciascuno degli ebrei alla Terra. Il significato di Eretz Israel si può avvertire solo grazie allo Spirito del Signore che riposa nel profondo del cuore dell'ebreo, solo attraverso la comunione delle anime degli ebrei, da cui scaturisce questa profonda emozione collettiva verso la Terra." Molti fra coloro che aderiscono al revival nazionalista contemporaneo si dicono secolaristi, ma l'ebreo religioso afferma che il nazionalismo secolare è una auto-delusione: lo spirito di Israele è così strettamente legato allo Spirito di Dio che il nazionalismo, nonostante quanto affermi o addirittura a dispetto di quanto afferma, testimonia il patto che lo lega a Dio.
Rashi scrive:
"Perché la Torah inizia con la creazione, anziché con il primo comandamento dato al popolo ebraico? Perché se le nazioni del mondo mai accusino gli ebrei di essere ...dei "predoni" perché avete preso con la forza le T/terre appartenenti alle 7 (sette) Nazioni, gli ebrei saranno in grado di rispondere alle nazioni del mondo che tutta la Terra appartiene a Qadosh BarukhHu, Egli l'ha creata e l'ha data a chi parve giusto ai Suoi "occhi"; con un "atto" della Sua Volontà  Egli l'ha tolta a loro e l'ha data a noi... e ha scelto di dare la Terra di Israele al popolo ebraico."
I Rabbini del Talmud spiegano concordemente che, qualora vi sia contrariato sull'effettivo "dominio" del popolo ebraico sulla Terra d'Israele, vi sia da rispondere che "...come a Dio appartiene tutto il Mondo/Terra... ...Egli ha deciso di donarla in retaggio a noi (ebrei)...".
Nel Trattato talmudico Berakhot si narra la seguente storia, che fornisce un esempio dell'importanza che il popolo ebraico assegna all'amore per Israele.
(Berakhot 41b)
I due studiosi si riferivano al versetto che loda la Terra d'Israele con sette cereali e frutti (cfr Rosh haShanah, Seder e Tu b'Shvat):
Il pensiero e la cura che il rabbino Hammenuna dà alla sua benedizione dimostra l'importanza che pone sull'amore per Eretz Israel. Questo grande amore nasce dal riconoscere le qualità uniche della Terra - qualità che consentono al popolo ebraico e all'umanità intera di raggiungere mete spirituali. Chi è più vicino alla Terra di Israele e dimostra un legame maggiore con essa, viene primo nella benedizione. Tale persona è "più vicina alla perfezione che si ottiene attraverso questa terra speciale."
Nei momenti e nelle occasioni migliori per ciascun ebreo fuori dalla Terra d'Israele, ed invero spesso al di fuori di essa, anche nella "sventura", è sempre intenso e grande l'amore per essa, Terra su cui posano gli "occhi" di Dio, sempre e continuamente, ed il desiderio di vederla ed andarvi e viverci.
Per il popolo ebraico persino lo studio della Torah e la preghiera ebraica si presentano differenti, anche se ovviamente diretti soltanto a Qadosh BarukhHu.

### Due tipi di amore
Ci sono due tipi di amore per la Terra d'Israele. Il primo è l'apprezzamento per la Terra in funzione del proprio livello e consapevolezza spirituali. Alcuni amano Eretz Israel grazie alle sue uniche qualità spirituali: "Poiché ai tuoi servi sono care le sue pietre e li muove a pietà la sua rovina" (Salmo 102:15) – realizzano così le mitzvot collegate alla Terra. Gli ebrei devoti riconoscono le benedizioni che Eretz Israel fornisce per la loro elevazione spirituale e quella del mondo intero.
Il secondo riguarda coloro che amano la Terra per i suoi benefici materiali. Riconoscono il suo valore come patria del popolo ebraico, ed aspirano a dimorare e ricostruire la Terra. Questa forma di devozione a Eretz Israel, anche se non tiene conto delle sue particolari qualità spirituali, è comunque considerata una caratteristica positiva ed edificante.
Il versetto biblico succitato menziona la parola "terra" due volte, ciascuna volta seguita da una lista di prodotti che escono dalla terra. La letteratura rabbinica insegna che ciò corrisponde alle due forme di devozione per la Terra d'Israele. La prima lista di prodotti rappresenta coloro che amano la Terra per le sue proprietà elevate e spirituali. Questo gruppo consiste di cinque frutti e cereali, che corrispondono ai Cinque Libri di Mosè. Tale devozione per Eretz Yisrael si origina dal mondo della Torah, dalla consapevolezza degli obiettivi spirituali del popolo ebraico e del mondo intero. La seconda lista contiene olio e olive, che simbolizzano la conoscenza, e miele e datteri, che rappresentano l'appagamento materiale. Questi frutti simbolizzano coloro che apprezzano la Terra come luogo in cui il popolo ebraico può avere successo negli ambiti materiali della vita, successo che sia accademico, o culturale, o economico.
La storia di Rabbi Hamenuna insegna una lezione importante: quanto grande sia l'amore per la Terra di Israele, anche quando questo amore è limitato ai suoi benefici fisici. I saggi ebrei insegnano che, quando collegate alla comunità, tutte le questioni materiali diventano spirituali: gli obiettivi superiori saranno automaticamente realizzati attraverso i legami del popolo di Dio con la Sua Terra. Ora quindi si può meglio comprendere la risposta fervorosa di Rabbi Hisda: "Se solo avessimo gambe di ferro per seguirti sempre e imparare da te!" Hisda ha compreso il messaggio interiore dell'insegnamento di Hamenuna. Uno necessita di "gambe di ferro" — coraggio e forza d'animo ferrei — così da essere in grado di ricevere tale determinante messaggio e apprezzare l'importanza dell'energia materiale di Israele. Allo stesso modo, a livello nazionale, necessitano "gambe di ferro"  per costruire gli aspetti fisici della nazione, con la forza spirituale di creare uno spirito nazionale coraggioso: "E noi impararemo da te" - seguire il percorso della Torah e meritare di ereditare la Terra mediante amore, pienezza e forza interiore.